# Autobot
Autobotarna är den goda sidan av robotarna i Transformersuniversumet. Den onda sidan kallas Decepticons, eller bedragare i den svenska serietidningen. Autobotarna leds av Optimus Prime (tidigare känd som Orion Pax).
De flesta autobotar har förmågan att byta skepnad (transformera). De flesta autobotar från Generation 1 (säsong 1) kan transformera till bilar, men det finns även de som blir dinosaurier, flygplan, helikoptrar m.m.
Ytterligare kända autobotar i G1 och G2: Smokescreen, Prowl, Metroplex, Omega Supreme (rymdraket), Bumblebee (gul Volkswagen-bubbla), Ratchet (ambulans, doktor), Sideswipe (röd Lamborghini Countach), Sunstreaker (gul Lamborghini Countach), Mirage (spion), Red Alert, Hound (grön jeep), Cliffjumper, Warpath (röd tank), Bluestreak, Brawn, Slingshot, Air-Raid, Blades (helikopter), Groove, Sea-Spray (gul och blå svävare), Powerglide och Blaster (röd kassettbandspelare).
I TV-serien så skapade Wheeljack och Ratchet tillsammans med hjälp av sina mänskliga vänner Chip, Sparkplug och Spike, gruppen dinobots som leds av Grimlock (Tyrannosaurus rex). Övriga medlemmar i dinobots är Slag (Triceratops), Sludge (Brontosaurus), Swoop (Pteranodon) och Snarl (Stegosaurus).
De fem autobotar som tillsammans leder autobotarna är Optimus Prime (högste chef), Prowl (Optimus Primes högra hand), Ratchet (medicinsk officer), Jazz (sabotör) och Red Alert (säkerhetschef).